# Snag Creek (White River)
Der Snag Creek ist ein etwa 163 km langer linker Nebenfluss des White River im US-Bundesstaat Alaska und im kanadischen Territorium Yukon. 

## Verlauf
Der Snag Creek wird in Alaska von einem Gletscher in den Nutzotin Mountains auf einer Höhe von etwa 1700 m gespeist. Er fließt in nordnordöstlicher Richtung aus dem Gebirge. Dabei nimmt er nach 
knapp 14 Kilometern den East Fork Snag Creek von rechts auf. Später umfließt er die Carden Hills, ein Höhenkamm, westlich und nördlich. Der Snag Creek wendet sich allmählich in Richtung Nordnordost. Er bildet nun bis zu seiner Mündung zahlreiche enge Flussschlingen aus. Bei Flusskilometer 86 überquert der Fluss die Grenze nach Kanada. Dort fließt er anfangs in Richtung Ostnordost. Der Alaska Highway kreuzt den Flusslauf bei Flusskilometer 67. Dort wurde im Zeitraum 1989–1996 der Abfluss des Snag Creek gemessen. Der Snag Creek fließt nun in ostsüdöstlicher Richtung. 46 Kilometer oberhalb der Mündung trifft der Beaver Creek von Süden kommend auf den Snag Creek. Dieser trifft schließlich nahe dem Ort Snag auf einer Höhe von etwa 540 m auf den White River.

## Einzugsgebiet
Der Snag Creek entwässert ein Areal von ungefähr 3430 km². Das Einzugsgebiet umfasst den östlichen Teil der Nutzotin Mountains. Es reicht im Südwesten bis zum Beaver Lake, im Süden bis zum Rock Lake sowie im Südosten bis zum Tchawsahmon Lake. Im Osten und im Süden grenzt das Einzugsgebiet des Snag Creek an das des oberstrom gelegenen White River sowie im Westen und im Norden an das des Chisana River. Der US-amerikanische Teil des Einzugsgebietes liegt fast vollständig innerhalb der Wrangell-St. Elias National Preserve, ein dem Wrangell-St.-Elias-Nationalpark angegliedertes Schutzgebiet.

## Hydrologie
An dem am Alaska Highway gelegenen Abflusspegel wurde im Messzeitraum 1989–1996 ein mittlerer Abfluss (MQ) von 6,29 m³/s gemessen. Im Juli erreichte der mittlere monatliche Abfluss ein Maximum mit 11,5 m³/s.